# Metal Machine Music
(Lou Reed parlando del disco)
(Lou Reed)
Metal Machine Music (sottotitolo: The Amine β Ring - An Electronic Instrumental Composition) è un album di Lou Reed pubblicato nel 1975. Il disco venne originariamente pubblicato come doppio album dalla RCA Records. In seguito è stato ripubblicato su compact disc dalla BMG nel 1997 ed ancora dalla Buddah Records nel 2000.
Si tratta di un disco prettamente rumoristico, fatto di ininterrotti feedback chitarristici,  che segna parzialmente una deviazione dal resto della produzione discografica di Reed, ed è stato considerato da alcuni una specie di scherzo tenebroso, da altri un disco importante che ha influenzato molti gruppi. Lou Reed ha dichiarato che l'etichetta ha ritirato l'album dal mercato dopo tre settimane. L'album segna un ritorno alle sperimentazioni sonore, attualizzate, compiute da Reed con i Velvet Underground negli anni sessanta.
Nelle note di copertina dell'album, scritte dallo stesso Reed, egli affermò di avere inventato il genere heavy metal e asserì che Metal Machine Music era anche la fine del suddetto genere musicale. Dopo non ci sarebbe potuto essere più nulla. In aggiunta, sempre nelle note descrittive del disco, aggiunse che chi fosse riuscito ad ascoltarlo per intero, poteva considerarsi più pazzo di lui.
Nel 2009 Lou Reed ha riottenuto i diritti per l'album e lo ha ristampato per la sua etichetta Sister Ray Records in versione rimasterizzata con un sound migliorato.

## Il disco
L'album è interamente costituito da distorsioni e rumori chitarristici suonati a differenti velocità e senza la benché minima concessione melodica o alla forma canzone classica. Una cacofonia sonora che va avanti per più di un'ora senza ritmo, melodia o qualsiasi struttura formale, con solamente pochi secondi di pausa tra una parte e l'altra. Le chitarre sono accordate in maniera inusuale e suonate su diversi livelli di riverbero fino a renderle irriconoscibili, quindi appoggiate contro gli amplificatori e "letteralmente" lasciate suonare da sole. Reed registrò l'album su un registratore a quattro piste nel suo appartamento di New York, mixando le quattro tracce in stereo.
Nella sua forma originaria, ogni traccia occupava una intera facciata d'album e durava esattamente sedici minuti e un secondo.
Con un espediente tecnico, nel formato su vinile (in CD non poteva essere replicato), l'LP continua a suonare all'infinito quando arriva sull'ultimo solco, costringendo l'ascoltatore a togliere la puntina manualmente per far terminare l'album.

### Influenze
Una grossa influenza sul lavoro di Reed, e una fonte importante per capire la serietà degli intenti profusi dall'artista nel disco, furono le sperimentazioni sonore di metà anni sessanta compiute dal Theatre of Eternal Music di La Monte Young (i cui membri includevano John Cale, Tony Conrad, Angus MacLise e Marian Zazeela). Sia Cale che MacLise furono membri anche dei The Velvet Underground (MacLise lasciò prima che il gruppo incidesse il suo primo LP). Le discordanti note sostenute e l'alta amplificazione delle composizioni del Theatre of Eternal Music avrebbero influenzato i futuri contributi di Cale al primo sound dei Velvet Underground. La recente ristampa di lavori di Cale e Conrad risalenti alla metà degli anni sessanta, come la serie Inside the Dream Syndicate di Cale testimoniano la forte influenza che questi lavori sperimentali ebbero sull'opera di Reed dieci anni dopo, e che sfociarono nel caos apparentemente disorganizzato di Metal Machine Music.

#### Presunte influenze "classiche"
In una intervista con il giornalista musicale Lester Bangs, Reed affermò di avere intenzionalmente piazzato nel disco citazioni e rimandi a composizioni di musica classica quali la sinfonia Eroica e la sinfonia Pastorale di Ludwig van Beethoven, e che aveva cercato di far uscire l'album per l'etichetta Red Seal della RCA, riservata esclusivamente alla pubblicazione di dischi di musica classica; comunque, non è ben chiaro se Reed fosse serio o meno nel fare queste affermazioni, nonostante abbia ribadito gli stessi concetti durante una intervista del 2007.
Parimenti, è anche vero che il musicista stesso definì l'album "un gigantesco vaffanculo" ai propri fan che venivano ai concerti solo per ascoltare Vicious o Walk on the Wild Side, una specie di suicidio commerciale consapevolmente attuato.

## Copertina e distribuzione
La copertina dell'album fu studiata dalla casa discografica in modo da far sembrare che l'album avesse qualche legame con il precedente tour di Lou, che aveva riscosso grande successo di pubblico, e con la sua immagine da "Rock 'n' Roll Animal". Poco dopo l'uscita dell'album, molti lo restituirono ai negozianti denunciando la "truffa". L'etichetta ripubblicò l'album con una copertina diversa in molti paesi e in altri vi applicò su un adesivo con la scritta: "Non è un album cantato". Metal Machine Music vendette circa 100,000 copie negli Stati Uniti, secondo quanto scritto nelle note interne della ristampa in formato CD della Buddah Records. L'edizione originale del disco venne ritirata dal mercato a tre settimane dalla pubblicazione.

## Critica
| Recensione       | Giudizio   |
| ---------------- | ---------- |
| AllMusic         |            |
| Classic Rock     |            |
| Chicago Tribune  |            |
| Piero Scaruffi   |            |
| Ondarock         | Senza voto |
| Robert Christgau | C+         |
| Rolling Stone    |            |

Il disco ricevette recensioni molto discordanti. Secondo la rivista Rolling Stone, la musica di Metal Machine Music "sembra il rumore di un frigorifero intergalattico rotto e il suo ascolto è come una notte passata al capolinea dei pullman". Altrettanto negativi furono i critici rock Billy Altman, secondo cui Metal Machine Music sarebbe "ottimo per fare sparire da una stanza qualsiasi essere umano in tempo record" e John Rockwell, che disse: 
(John Rockwell)
 L'album è stato inoltre inserito in alcune classifiche dedicate ai peggiori album di tutti i tempi, piazzandosi al secondo posto in quella stilata nel libro del 1991 The Worst Rock 'n' Roll Records of All Time scritto da Jimmy Guterman e Owen O'Donnell e in quella della rivista Q Magazine che, nel 2005, ha incluso il disco nella lista dei "10 peggiori dischi mai registrati da grandi artisti". Sempre Q Magazine ha classificato Metal Machine Music al 50º posto nella classifica dei peggiori album di tutti i tempi.
Fuori dal coro delle critiche, si posizionarono Lester Bangs che, in un articolo apparso sulla rivista Creem nel 1976, definì Metal Machine Music come "the greatest record ever made in the history of the human eardrum" (traducibile in: il più grande disco mai fatto nella storia dell'orecchio umano). e Victor Bockris, che lo definì "l'album concettuale punk per eccellenza e il progenitore del punk rock di New York". Inoltre, il primo numero della fanzine Punk, piazzò Lou Reed e il suo album in copertina nel 1976, presagendo la venuta del Punk e della scena No Wave newyorkese.
Anni dopo la rivista britannica Q inserì Metal Machine Music nella sua lista dei "50 peggiori album di sempre": [...] Di quale più alta raccomandazione dovresti aver bisogno? ... [Metal Machine Music] è allo stesso tempo il disco noise squilibrato per eccellenza, uno stridio incredibilmente cacofonico di tormento elettrico, e anche un classico del minimalismo; alcune delle armonie più enigmatiche e squisite mai documentate. È un peccato che le ristampe in CD non possano includere il doppio LP originale a solco bloccato, ma anche se non dura per sempre, la musica è infinitamente contorta. Attende ancora un'adeguata rivalutazione critica: anche il gioiosamente entusiasta Lester Bangs non ha "capito" completamente Metal Machine Music.
In una recensione del dicembre 2017, Mark Richardson del sito web Pitchfork assegnò a Metal Machine Music un punteggio di 8.7 su 10. Egli descrisse il disco un "ascolto entusiasmante".

## Lascito artistico
L'album è stato precursore dello sviluppo della musica industriale, genere che si affacciò sulla scena musicale poco tempo dopo l'uscita del disco di Reed.
A questo LP si sono ispirati gruppi di rock alternative come i Sonic Youth.
Inoltre, la sua struttura complessa lo rende uno dei primi esempi di "puro rumorismo" nella storia del rock.
Nel 2002 il sassofonista Ulrich Krieger ha adattato Metal Machine Music per gli Zeitkratzer, un gruppo di musica classica composto da undici elementi. Entusiasta del progetto, Lou Reed si unì al gruppo in un'esibizione a Berlino. Successivamente, nel 2008 Lou Reed, Ulrich Krieger e Sarth Calhoun diedero vita al Metal Machine Trio, un gruppo di musica d'avanguardia che si esibì sporadicamente nel 2008 e nel 2009 proponendo un misto di ambient, industrial, noise, free jazz, ed elettronica.

### Citazioni in ambito musicale
(David Bowie riferendosi all'album in un articolo di Rolling Stone, descrisse un sogno che aveva fatto circa una festa di compleanno per Lou Reed)
- Sul loro album del 1985 Bad Moon Rising, i Sonic Youth utilizzarono degli spezzoni campionati del disco nelle canzoni Brave Men Run (In My Family) e Society Is A Hole.
- La band tedesca di rock industriale Die Krupps pubblicò l'antologia Metall Maschinen Musik nel 1991 e il singolo Metal Machine Music nel 1992. Il cantante del gruppo, Jürgen Engler, affermò che il termine "metal music" fu inventato da Lou Reed per Metal Machine Music. Engler ha inoltre citato Reed come una delle sue influenze primarie.[29]
- L'artista noise giapponese Merzbow è pesantemente ossessionato da questo album, intitolò persino la sua prima incisione pubblicata Metal Acoustic Music in omaggio al disco di Reed.
- Il gruppo tedesco Zeitkratzer ha suonato l'intero Metal Machine Music in concerto nel 2002, con la partecipazione di Lou Reed, utilizzando strumenti tradizionali classici da concerto.[30]
- La band di musica d'avanguardia svedese The Great Learning Orchestra eseguì integralmente Metal Machine Music in concerto nel 2006, con 31 musicisti e Ulrich Krieger come direttore d'orchestra ospite.[31]
- Nel 2002 Ulrich Maiss (in arte  Cellectric.) ha presentato una versione per solo violoncello di Metal Machine Music intitolata CelloMachine.
- Il brano dei The Killers Tranquilize, pubblicato nell'ottobre 2007 con la partecipazione di Lou Reed stesso, inizia in una maniera molto simile a Metal Machine Music.
- I Sunroof! di Matthew Bower hanno realizzato un album "tributo" a Metal Machine Music intitolato Panzer Division Lou Reed. la musica dei Sunroof! e di altri progetti di Bower quali Skullflower e Hototogitsu è composta in larga parte di chitarre processate e muri di feedback.

## Tracce
Musiche di Lou Reed.
1. Metal Machine Music, Pt. 1 – 16:10
2. Metal Machine Music, Pt. 2 – 15:53
3. Metal Machine Music, Pt. 3 – 16:13
4. Metal Machine Music, Pt. 4 – 15:55

## Formazione
- Lou Reed: chitarre elettriche, feedback